# Eduard Trippel
Eduard Trippel (* 26. März 1997 in Rüsselsheim) ist ein deutscher Judoka. Der Träger des 3. Dan tritt in der Klasse bis 90 kg (Mittelgewicht) an und wird von Andreas Esper trainiert. Sein größter Erfolg ist der zweite Platz bei den Olympischen Sommerspielen 2020 in Tokio.

## Sportliche Karriere
In seiner Grundschulzeit begann Eduard Trippel mit dem Judosport beim JC Rüsselsheim. Ab dem Alter von 15 Jahren besuchte er internationale Turniere und nahm an einem Trainingslager der Nationalmannschaft teil. Seit dieser Zeit betreibt er Judo als Leistungssport.
Eduard Trippel war 2014 Dritter der U18-Europameisterschaften in der Gewichtsklasse bis 81 Kilogramm. 2015 stieg er ins Mittelgewicht auf, die Gewichtsklasse bis 90 Kilogramm. 2017 war er in dieser Gewichtsklasse erstmals deutscher Meister. Im gleichen Jahr gewann er Bronze bei den Juniorenweltmeisterschaften in Zagreb. 2018 siegte er wieder bei den deutschen Meisterschaften. Beim Grand-Slam-Turnier in Paris erreichte er den dritten Platz. Bei den Weltmeisterschaften 2018 in Baku bezwang er im Achtelfinale den Niederländer Noël van ’t End, im Viertelfinale unterlag er dem Ungarn Krisztián Tóth. Nach dem Sieg in der Hoffnungsrunde gegen den Kubaner Asley González unterlag er im Kampf um Bronze dem Franzosen Axel Clerget. 2019 siegte Trippel zum dritten Mal bei den deutschen Meisterschaften. Bei den im Rahmen der Europaspiele 2019 in Minsk ausgetragenen Europameisterschaften schied er im Achtelfinale gegen den Slowaken Milan Randl aus.
Trippel wurde für die Olympischen Sommerspiele 2020 in Tokio nominiert. Am 28. Juli 2021 traf er im Nippon Budōkan in seinem ersten Kampf auf den favorisierten Serben Nemanja Majdov und siegte mit Waza-ari. Er war in diesem Kampf durch Yoko-otoshi (Seitfallzug) erfolgreich. Durch Siege über den Koreaner Donghan Gwak (Soto-maki-komi, Ippon) und den Ungarn Krisztián Tóth (Waza-ari durch Tai-otoshi im Golden Score) qualifizierte er sich für das Halbfinale, wo sein Gegner Mihael Zgank (Türkei) war. Im Golden Score war Trippel bereits durch zwei Shido belastet, schließlich aber mit Seoi-nage gegen Zgank erfolgreich (Waza-ari). Er zog darauf ins Finale ein. Der Weltranglisten-Vierte Lascha Bekauri aus Georgien siegte im Finale durch Tsuri-komi-goshi (Waza-ari), und Eduard Trippel gewann für den deutschen Judobund die erste Silbermedaille in Tokio. Im Mixed-Mannschaftswettbewerb gewann die deutsche Mannschaft eine Bronzemedaille. Trippel wurde im Kampf um Bronze nicht eingesetzt, aber in einem vorherigen Kampf. Am Jahresende wurde er zu Hessens Sportler des Jahres gewählt. Für den Gewinn der Silbermedaille wurde er außerdem am 8. November 2021 mit dem Silbernen Lorbeerblatt ausgezeichnet. Bei den Olympischen Spielen 2024 in Paris verlor Trippel seinen Auftaktkampf gegen den Schweden Marcus Nyman.

## Privatleben
Eduard Trippel absolviert seit 2016 eine Polizeiausbildung in Hessen. Er profitierte von einem Sportförderprogramm der Hessischen Hochschule für Polizei und Verwaltung, das ihm ermöglichte, an Trainingslagern der Judo-Nationalmannschaft und internationalen Turnieren teilzunehmen. Gegenüber der Regelstudienzeit von drei Jahren ist dieser an die Erfordernisse des Spitzensports angepasste, flexible Studianablauf um anderthalb Jahre verlängert.